# Warrior Kids
Warrior Kids est un groupe de punk et oi! français, originaire Marseille, dans les Bouches-du-Rhône. Il est actuellement composé de John Kuriac à la batterie et chœurs, Seb aux guitares et chœurs, Marc à la guitare basse et chant solo.

## Biographie
Le groupe est formé en 1982 à Marseille, dans les Bouches-du-Rhône. En 1983, le groupe sort son 1er single, Adolescent et Les forces de l'ordre, qui s'est davantage vendu à l'étranger qu'en France.
En 1986, il sort son premier album, Les Enfants de l'espoir. Le groupe est suivi par les skinheads, alors qu'ils n'ont jamais fait de la oi!, mais était plus influencé par le punk rock 77 (The Clash, Sex Pistols, The Damned...). Tous leurs albums sont éclectiques musicalement et mélangent le punk rock, le rock, le reggae (style Stiff Little Fingers) et le ska. Ils ont joué un peu partout en France et en Europe, et notamment en 1990 à la Maison Hantée, à Marseille, comme d'ailleurs un autre groupe bien connu, IAM, quand il s'appelait encore Lively Crew. 
Ils se reforment en 2002. En mai et juin 2012, le groupe a effectué une tournée d'une vingtaine de dates aux États-Unis et au Canada. Un live de ce tour est paru en décembre 2012 en CD et vinyle.

## Discographie

### Albums studio
- 1986 : Les Enfants de l'espoir
- 2001 : Official Discography (dbleLP)
- 2002 : Live 222
- 2003 : Carton rouge
- 2004 : 20 ans, 20 minutes
- 2004 : Les Wieux Kons
- 2007 : Fais du rock
- 2009 : À la gloire des losers
- 2011 : La vie des mauvais garçons
- 2012 : Warrior Kids are Alright
- 2014 : Plus tard c'est déjà trop tard
- 2020 : Les temps pourris

### EP
- 1983 : Adolescent (45 tours)
- 1992 : Don't Tell Me Lie (45 tours)
- 2003 : Les Kids d'Estrangin
- 2011 : Warrior Kids - Burn out - 2013 Marseille Capitale
- 2014 : Rankids (Punk Rockers, Skins et Rude Boys)

## Apparitions
- 1985 : 77 KK
- 1997 : Oi! the French Connection